# Operation Bumerang
Die Operation Bumerang bezeichnet eine Fahndungs- und Ermittlungsoperation von staatlichen Behörden der Länder Griechenland, Belgien und Deutschland gegen einen europaweiten Schmuggel von Zigaretten, die sich über den Zeitraum vom Jahre 2006 bis 2008 erstreckte. Für den deutschen Zoll war es die größte Fahndungsoperation der deutschen Kriminalgeschichte bezüglich des Umfangs der beschlagnahmten Zigaretten und der beschuldigten Personen. Die internationale Koordination der Operation wurde mit Unterstützung des Europäischen Amtes für Betrugsbekämpfung (OLAF) geführt.

## Beginn der Ermittlungen
Die Ermittlungen begannen im August 2006, als bei einer Zollkontrolle auf der Bundesautobahn 2 im Raum Bielefeld ein Lastkraftwagen (Lkw) beobachtet wurde, der diese Kontrolle offenbar vermeiden wollte. Wie Wolfgang Schmitz als Sprecher vom Zollkriminalamt mit Sitz in Köln ausführte, folgten Zollfahnder dem Lkw und stießen dabei auf eine illegale Lagerhalle für Zigaretten. Allein bei diesem Lkw, der von einem Fahrer ukrainischer Nationalität gefahren wurde, entdeckten die Zollfahnder eine Million geschmuggelter Zigaretten der Marken Marlboro und L&M. Die Fahrroute des Lkw ließ sich über Tschechien, Österreich, Italien und über Länder des Balkans bis nach Griechenland zurückverfolgen.
Die von diesem Fall ausgehenden Beobachtungen führten in dem gleichen Bezugsraum zu weiteren ähnlichen Fahndungsergebnissen. Als Folge dieser Ereignisse beauftragten die Staatsanwaltschaften von Oldenburg und Braunschweig die Zollbehörden mit weiteren Ermittlungen, wobei auch die Zentrale Unterstützungsgruppe Zoll im Zollkriminalamt Köln tätig wurde. Die nun eingeleiteten Überwachungsmaßnahmen durch Abhören von Telefongesprächen, Verfolgung verdächtiger Personen, Beobachtung von entdeckten Lagern und dem Einsatz verdeckter Ermittler ergab, dass die Transporte der Lastkraftwagen mit den illegalen Zigarettenladungen ihren Ursprung im Raum Athen hatten.
Weiterhin konnte festgestellt werden, dass die verdächtigten Personen verschleierte Gespräche mit Codenamen führten und sich auch sonst konspirativ verhielten. So wurde die Übergabe und die Auslieferung der geschmuggelten Zigaretten immer für die Fahrer so organisiert, dass diese nicht unmittelbar in die Aktion eingebunden wurden. Der Chef der Bande operierte mit zehn verschiedenen Telefonanschlüssen, um eine Zuordnung der Gespräche zu einer Person zu erschweren. Die Zigaretten wurden meistens unter einer Ladung Paprika versteckt.

## Organisation der Schmuggler
Der Schwerpunkt des logistischen Umschlags des Schmuggelguts wurde bei den belgischen Städten Gent und Lüttich festgestellt. In Deutschland konnten mehr als zwanzig Lager- und Umschlagsstätten entdeckt werden. Allein über dieses deutsche Netz gab es mindestens 69 Transporte im Umfang von 169 Millionen illegalen Zigaretten. Wie der Leiter der Zollermittlungen Jürgen Heise, der ehemalige Zollkommissar in Bad Harzburg-Eckertal und Ausrichter der Aktion "Schweinebank", und sein Mitarbeiter Ulrik Schade von der Zollfahndung Hannover mitteilten, konnte die 16-köpfige Fahndungsgruppe die personelle Struktur der Schmuggelorganisation aufdecken. Demnach gab es ein regional strukturiertes Verteilernetz. Staatsanwalt Ralf Tacke von der Staatsanwaltschaft Braunschweig sprach in diesem Zusammenhang von einer Hierarchie der Organisation. An der Spitze stand ein älterer Grieche, der den Decknamen Onkel Kostj trug. Für jede Region des Verteilernetzes gab es einen regionalen Organisator, der sich aber nicht direkt in die Ausführung der Schmuggelaktion einschaltete. Allein im Raum Bielefeld konnten inzwischen drei dieser Regionalvertreter von einem Gericht zu Gefängnisstrafen verurteilt werden.
Der Kern der Bande setzte sich aus acht Griechen und Deutsch-Griechen zusammen. Mitglieder dieser Bande wechselten immer wieder ihren Aufenthalt zwischen Griechenland und den anderen Ländern aus, so dass die Ermittler der Operation entsprechend diesem Pendelverkehr auf den Namen Bumerang kamen. Vier der Griechen aus dem Raum Athen wurden im Juni 2008 festgenommen und inzwischen nach Deutschland ausgeliefert. Im Zuge der Ermittlungen wurden im Raum Athen sechs Objekte erkannt und durchsucht.

## Resultate der Fahndungen und Ermittlungen
Der Bande gelang es bis Mitte 2008, in Deutschland in großem Umfang einen illegalen Markt für bekannte gefälschte Zigarettenmarken aufzubauen. So konnte sie selbst neue Marken wie Memphis, Park, Medallon und Jin Ling am Zigarettenmarkt einführen. Damit entstand ein illegaler Markt, der sich in Konkurrenz zum legalen Markt ausdehnte. In mehreren europäischen Ländern konnten mehr als einhundert Lager- und Produktionsstätten für illegale Zigaretten ermittelt werden. Im ganzen europäischen Fahndungsgebiet konnten 638 115 440 unversteuerte und nicht verzollte Zigaretten sichergestellt werden. Dadurch konnte europaweit ein Steuerschaden in Höhe von 108 479 620 Euro verhindert werden. Der realisierte Marktwert der beschlagnahmten Zigaretten hätte etwa 150 Millionen Euro betragen.
Von der Bande konnten 28 Verdächtige festgenommen werden, darunter 14 in Deutschland. Insgesamt wurden in Deutschland gegen 79 Verdächtige – darunter die Transporteure, Lieferanten, Groß- und Zwischenhändler – Ermittlungsverfahren eingeleitet. Vor dem Landgericht Oldenburg wird ab dem 4. Dezember 2008 gegen acht Beschuldigte, der Kern der Bande, ein Gerichtsverfahren eröffnet.